# Johann I. (Prag)
Johann I. (tschechisch: Jan I.; † 8. August 1139) war Bischof von Prag.
Johann war Propst des Vyšehrader Kollegiatstifts. Nach dem Tod des Prager Bischofs Meinhard wurde er am 29. September 1134 zu dessen Nachfolger ernannt. Nach der kaiserlichen Investitur durch Kaiser Lothar III. in Heidelberg empfing er am 19. April 1135 in Mainz die Bischofsweihe durch den Metropoliten Adalbert I.
Johann unterstützte die Ausbreitung des Prämonstratenserordens, den er durch den Olmützer Bischof Heinrich Zdik kennengelernt hatte.